# Lasker-Verteidigung
|   | a | b | c | d | e | f | g | h |   |
| 8 |   |   |   |   |   |   |   |   | 8 |
| 7 |   |   |   |   |   |   |   |   | 7 |
| 6 |   |   |   |   |   |   |   |   | 6 |
| 5 |   |   |   |   |   |   |   |   | 5 |
| 4 |   |   |   |   |   |   |   |   | 4 |
| 3 |   |   |   |   |   |   |   |   | 3 |
| 2 |   |   |   |   |   |   |   |   | 2 |
| 1 |   |   |   |   |   |   |   |   | 1 |
|   | a | b | c | d | e | f | g | h |   |

Stellung nach 4. Lc1–g5 Lf8–e7 5. e2–e3 0–0 6. Sg1–f3 h7–h6 7. Lg5–h4 Sf6–e4
Bei der Lasker-Verteidigung handelt es sich um eine Eröffnung im Schachspiel, die zum Damengambit zählt und folglich zu den Geschlossenen Spielen gehört.
Sie entwickelt sich aus dem Abgelehnten Damengambit.
Sie ist nach dem deutschen Meisterspieler und Schachweltmeister Emanuel Lasker benannt. 
Die Lasker-Verteidigung beginnt mit den Zügen
1. d2–d4 d7–d5 2. c2–c4 e7–e6 3. Sb1–c3 Sg8–f6 4. Lc1–g5 Lf8–e7 5. e2–e3 0–0 6. Sg1–f3 h7–h6 7. Lg5–h4 Sf6–e4.
Sie ähnelt Capablancas Entlastungsmanöver in der Orthodoxen Verteidigung des Abgelehnten Damengambit. Hier entstehen gelegentlich dieselben Positionen wie nach Capablancas Entlastungsmanöver. In solch einem Fall ist der einzige Unterschied, dass hier der schwarze h-Bauer auf h6 statt auf h7 steht. Weiß kann dann nach Ld3 mit Dc2 kein Tempo durch Angriff auf h7 gewinnen.
Nach 8. Lh4xe7 Dd8xe7 9. c4xd5 
(9. Dd1–c2 c7–c6 10. Lf1–d3 Se4xc3 11. Dc2xc3 d5xc4 12. Ld3xc4 ; 9. Ta1–c1 c7–c6 10. Lf1–d3 Se4xc3 11. Tc1xc3 d5xc4 12. Ld3xc4 Sb8–d7 13. 0–0 e6–e5 ergibt dieselbe Position wie bei Capablancas Entlastungsmanöver nach 12. … e6–e5) 
Se4xc3 10. b2xc3 e6xd5 ist 11. Dd1–b3 Tf8–d8 12. c3–c4 d5xc4 13. Ld3xc4 Sb8–c6 die Hauptfortsetzung.
Zunächst wurde direkt 6. … Sf6–e4 gespielt. 
Der 66-jährige Lasker erprobte den Zug 7. … Sf6–e4 im Turnier von Moskau 1935 und konnte gegen Gideon Ståhlberg und Grigori Löwenfisch jeweils ein Remis erzielen. Im modernen Wettkampfschach ist die Verteidigung häufig von Artur Jussupow verwendet worden.